# Coniopteryx aegyptiaca
Coniopteryx aegyptiaca är en insektsart som beskrevs av Withycombe 1924. Coniopteryx aegyptiaca ingår i släktet Coniopteryx och familjen vaxsländor. Inga underarter finns listade i Catalogue of Life.